# Karl Gustav Brinckmann

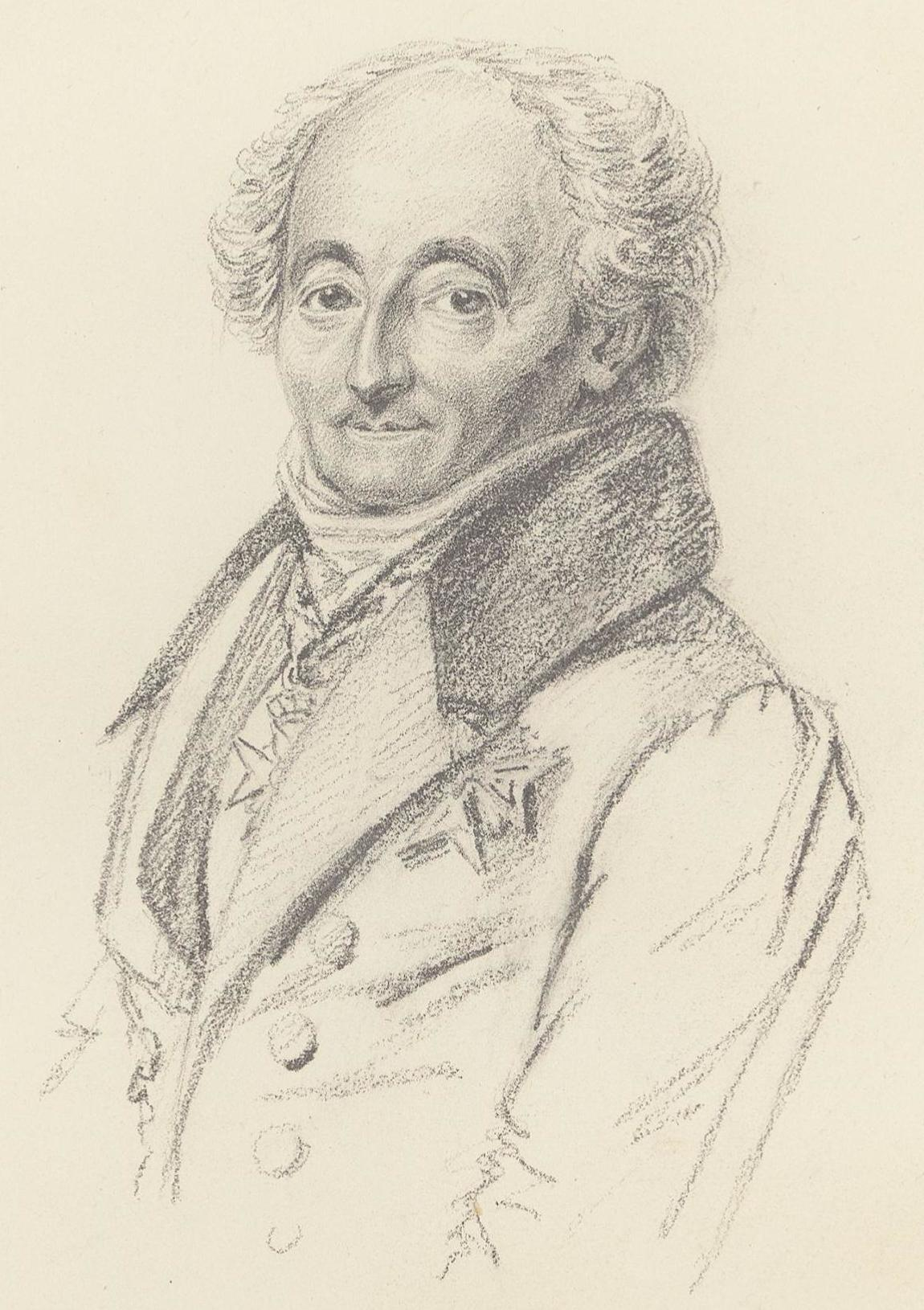
Karl Gustav Brinckmann. Zeichnung von Maria Röhl, 1835.

Karl Gustav Brinckmann, seit 1808 Karl Gustav von Brinckmann, seit 1835 Karl Gustav Freiherr von Brinckmann, auch Selmar als Synonym (* 25. Februar 1764 in Nacka; † 24. Dezember 1847 in Stockholm) war ein schwedischer Diplomat und deutscher Dichter.

## Leben
Brinckmann stammte aus einer ostfriesischen Familie, die in Schweden eingewandert war. Er besuchte von 1782 bis 1785 das Seminar der Herrnhuter Brüdergemeine in Barby. Dabei lernte er Friedrich Schleiermacher kennen, der ihm später Schriften über die Religion widmete. 1787 nahm er ein Studium an der Universität Halle auf, studierte Philosophie und Jura. 1789 begab er sich auf eine Bildungsreise, die ihn nach Wittenberg, Jena, Weimar, Leipzig und Berlin führte. Dabei lernte er Christoph Martin Wieland kennen und fand einen Weg zur Berliner Romantik.
Durch kurze Tätigkeiten 1791 im Staatsdienst erhielt er das Vertrauen des Königs Gustav III. von Schweden. Daraufhin wird er zum Legationssekretär in Berlin und beginnt 1792 seine diplomatische Laufbahn. In Berlin verkehrte er in den romantischen Salons, lernte Wilhelm und Alexander von Humboldt und Friedrich Gentz kennen und wurde Mitarbeiter an Friedrich Schillers Musenalmanach.
Von 1798 bis 1801 war er in diplomatischen Angelegenheiten in Paris und verkehrte im Hause Anne Louise Germaine de Staël. Wieder als Gesandter in Berlin eingesetzt, machte er unter anderem ab 1807 die Bekanntschaft von Johannes von Müller, Johann Gottlieb Fichte und Adam Heinrich Müller, mit denen er in regem Gedankenaustausch stand. Er begleitete die königliche Familie auf ihrer Flucht nach Ostpreußen, 1808–1810 wurde er Gesandter in London und wurde zum stellvertretenden Hofkanzler in Stockholm.
Seine diplomatische Laufbahn änderte sich jäh, als er das Vertrauen am königlichen Hof verlor. Er wendete sich 1835 einzig der Literatur zu, die er in schwedischer Sprache veröffentlichte. Sein umfangreicher Briefwechsel, den er außerordentlich genoss, zeigt ihn als geistreichen Gesprächspartner.

## Werke
- Gedichte. 2 Bände. Gräff, Leipzig 1789. (Digitalisat Band 1), (Band 2)
- Gedichte. 4 Bände. Haas, Wien/Prag 1804. (Digitalisat Band 1), (Band 2), (Band 3), (Band 4)
- Filosophische Ansichten. Berlin 1806.
- Vitterhets-Försök. 2 Bände. Deleen, Stockholm 1842/43. (Digitalisat Band 1), (Band 2)
- Briefe von und an Karl Gustav von Brinckmann. 1910
- Handschriftensammlung Auf Schloss Trolle-Ljungby (Prov. Schonen) herausgegeben von G. Anderson als „Handlingar ur v. Brinkman'ska Archivet på Trolle-Ljungby“, Band 1 und 2 Örebro 1859 und 1865